# Ylva Nowén
Ylva Hjördis Sofia Nowén, född 5 januari 1970 i Östersund, är en svensk tidigare utförsskidåkare.
Ylva Nowén segrade i slalomvärldscupen säsongen 1997/98 och vann sammanlagt fyra deltävlingar den säsongen, samtliga i rad. Sina två bästa placeringar i mästerskapssammanhang nådde hon vid OS i Salt Lake City 2002, i och med en fjärdeplats i slalom och en sjundeplats i storslalom.
Efter sin karriär började hon som expertkommentator på SVT.

## Världscupsegrar
| Datum            | Ort            | Land      | Disciplin |
| ---------------- | -------------- | --------- | --------- |
| 20 december 1997 | Val d'Isère    | Frankrike | Slalom    |
| 27 december 1997 | Lienz, Tyrolen | Österrike | Slalom    |
| 28 december 1997 | Lienz, Tyrolen | Österrike | Slalom    |
| 5 januari 1998   | Bormio         | Italien   | Slalom    |

### Fotnoter
1. ↑   Arkiverad 17 april 2020 hämtat från the Wayback Machine. Information på sports-reference.com
2. ↑  Anna Carlsson (21 juni 2000). ”Jag vill slåss i toppen igen” (på svenska). Sportbladet. http://wwwc.aftonbladet.se/sport/0006/21/ylva.html. Läst 14 oktober 2017.